# Bangana
Pour les articles homonymes, voir Bangana (homonymie).
Genre
Bangana est un genre de poissons téléostéens de la famille des Cyprinidae et de l'ordre des Cypriniformes. Le genre est distribué à travers une grande partie de l'Asie méridionale et orientale. Ses espèces vivent principalement dans les eaux qui coulent des rivières tropicales et subtropicales. Bangana comprend de nombreuses espèces anciennement classées dans le genre Sinilabeo.

## Liste des espèces
Selon FishBase (15 septembre 2015) :
- Bangana almorae (Chaudhuri, 1912)
- Bangana ariza (Hamilton, 1807)
- Bangana behri (Fowler, 1937)
- Bangana brevirostris Liu & Zhou, 2009
- Bangana decora (Peters, 1881)
- Bangana dero (Hamilton, 1822)
- Bangana devdevi (Hora, 1936)
- Bangana diplostoma (Heckel, 1838)
- Bangana discognathoides (Nichols & Pope, 1927)
- Bangana elegans Kottelat, 1998
- Bangana gedrosicus (Zugmayer, 1912)
- Bangana horai (Bănărescu, 1986)
- Bangana lemassoni (Pellegrin & Chevey, 1936)
- Bangana lippus (Fowler, 1936)
- Bangana musaei Kottelat & Steiner, 2011
- Bangana rendahli (Kimura, 1934)
- Bangana sinkleri (Fowler, 1934)
- Bangana tonkinensis (Pellegrin & Chevey, 1934)
- Bangana tungting (Nichols, 1925)
- Bangana wui (Zheng & Chen, 1983)
- Bangana xanthogenys (Pellegrin & Chevey, 1936)
- Bangana yunnanensis (Wu, Lin, Chen, Chen & He, 1977)
- Bangana zhui (Zheng & Chen, 1989)

## Galerie

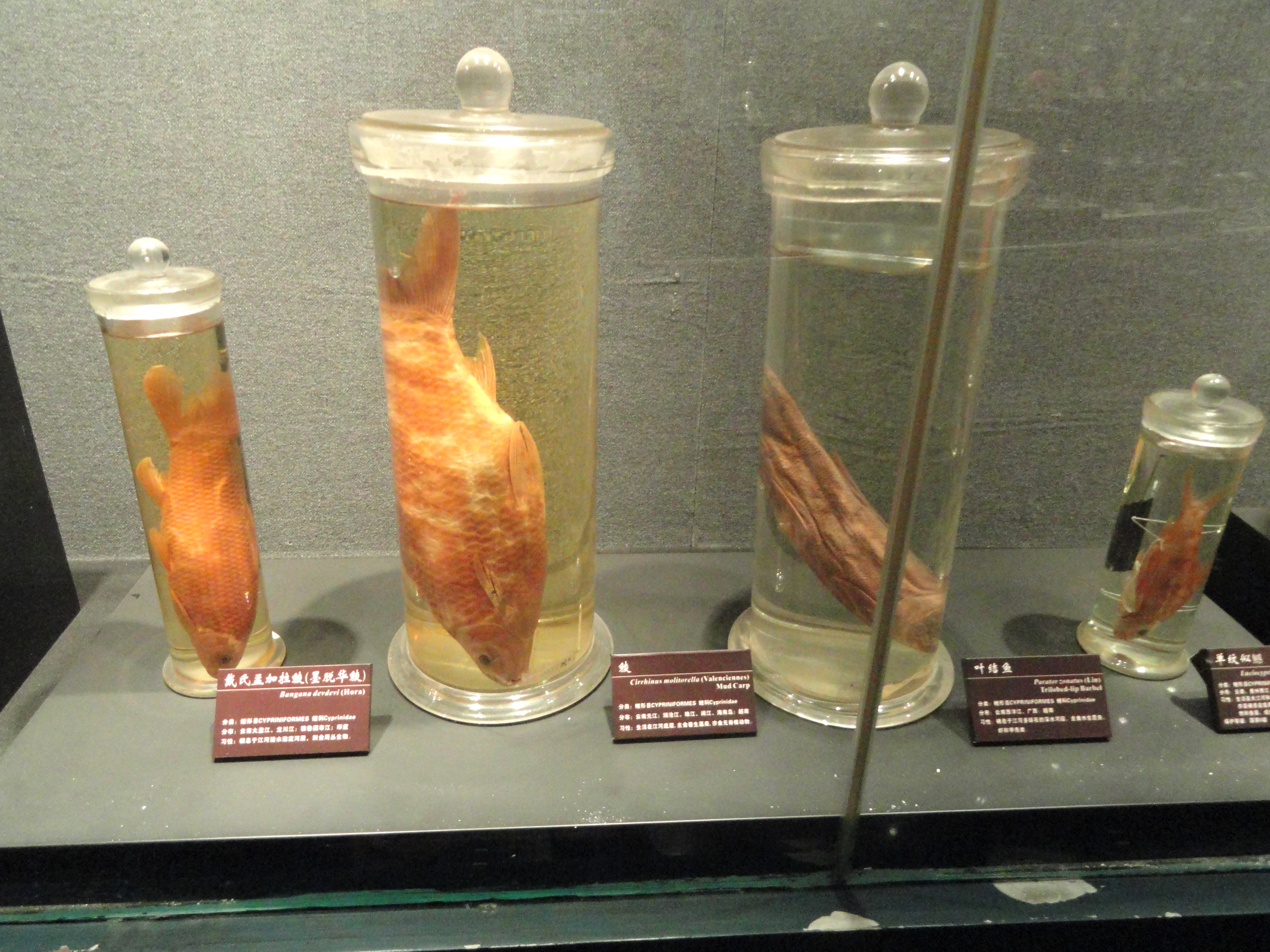
Conservé dans un muséum
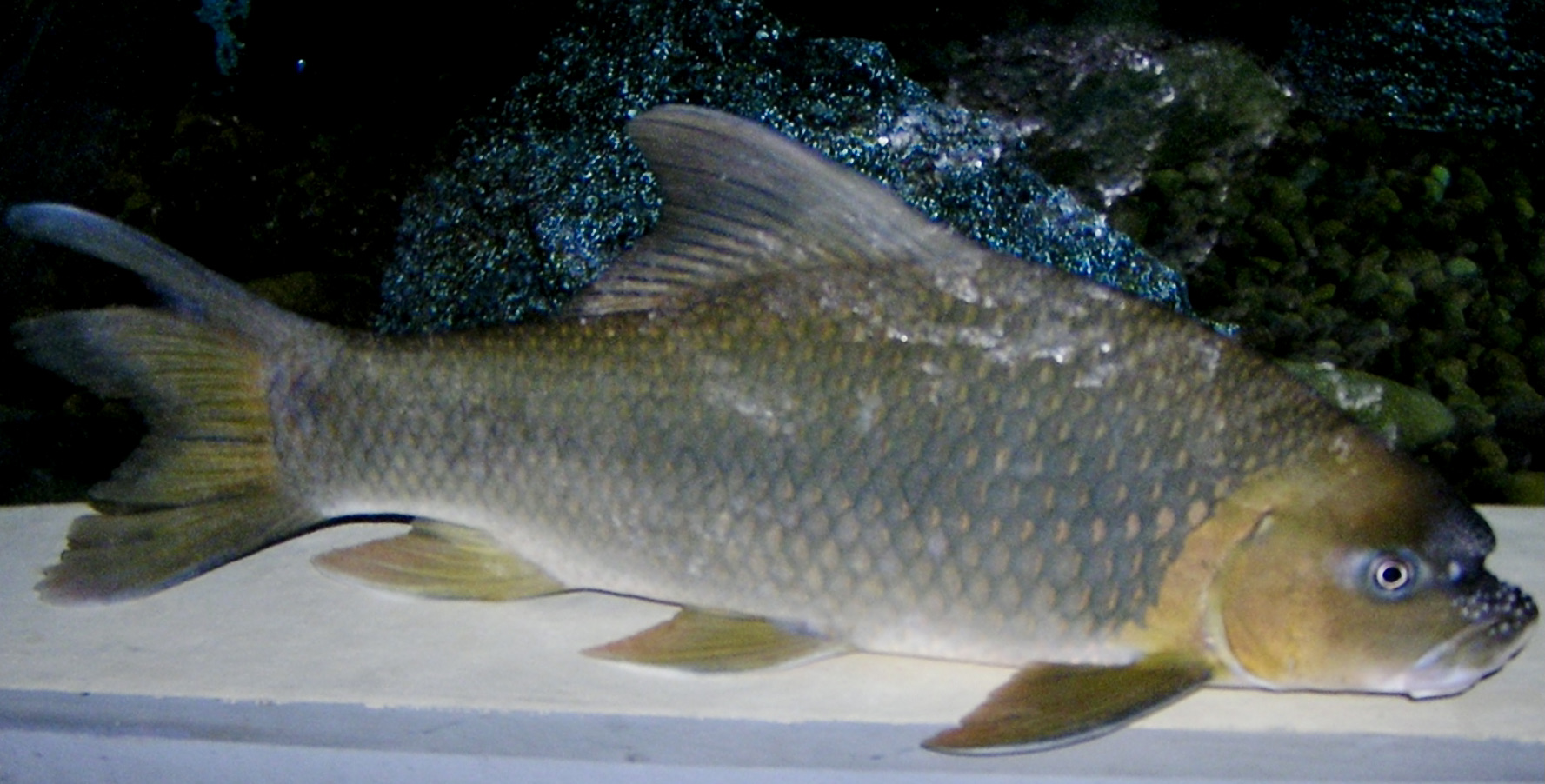
Bangana behri, espèce endémique du Mékong, du Chao Phraya et de la Salouen, aquarium Sea Life Bangkok Ocean World, Bangkok, Thaïlande